# شهرستان تیتوس (تگزاس)
شهرستان تیتوس، تگزاس (به انگلیسی: Titus County, Texas) یک سکونتگاه مسکونی در ایالات متحده آمریکا است که در تگزاس واقع شده‌است.

## خصوصیات
شهرستان تیتوس ۱٬۱۰۳٫۳۴ کیلومترمربع مساحت دارد.